# Э (фамилия)

Э — китайская фамилия (клан). 鄂 — название княжества эпохи Инь. Указана под номером 272 в классическом тексте времён империи Сун Сто фамилий.
Вьетнамское произношение — Нгак (Ngạc).

## Известные Э 鄂
- Э Жунъань (鄂容安) — генерал-губернатор Лянцзяна с 1753 по 1754 год. Лянцзян 两江 («двуречие») — административная единица, соответствующая провинциям Цзянсу, Цзянси, Аньхуэй . Генерал-губернатор (цзунду) — должность одного из восьми региональных наместников императора в эпоху династии Цин.

## Другое
- Город Э 鄂 — вторая столица царства Цзинь, сокращ. пров. Хубэй.
- Иероглиф 鄂 употребляется также для написания слова «эвенк» — 鄂温克.